# Седерорт
Седерорт (швед. Söderort, дос. «Південне місце», іноді перекладається як Південний Стокгольм) — південна приміська частина муніципалітету Стокгольм, Швеція, також є частиною міста Стокгольм.

## Географія
Седерорт розташований у північній частині півострова/острова Седертерн. 
Райони Седерорту: Енскеде-Орста-Вантор, Фарста, Гегерстен-Лільєгольмен, Скергольмен, Скарпнак і Ельвшйо.

## Історія

Карта районів міста Стокгольм. Седерорт, обведено червоним.

Основна частина Седерорту була анексована Стокгольмом у 1913 році.
До 2007 року мав поділ на вісім районів: Енскеде-Орста, Фарста, Гегерстен, Лільєгольмен, Скарпнак, Скергольмен, Вантор та Ельвшйо.
З 2007 року Седерорт поділяється на шість районів: Енскеде-Орста-Вантор, Фарста, Гегерстен-Лільєгольмен, Скарпнак, Скергольмен і Ельвшйо.